# 1 Pedro 5

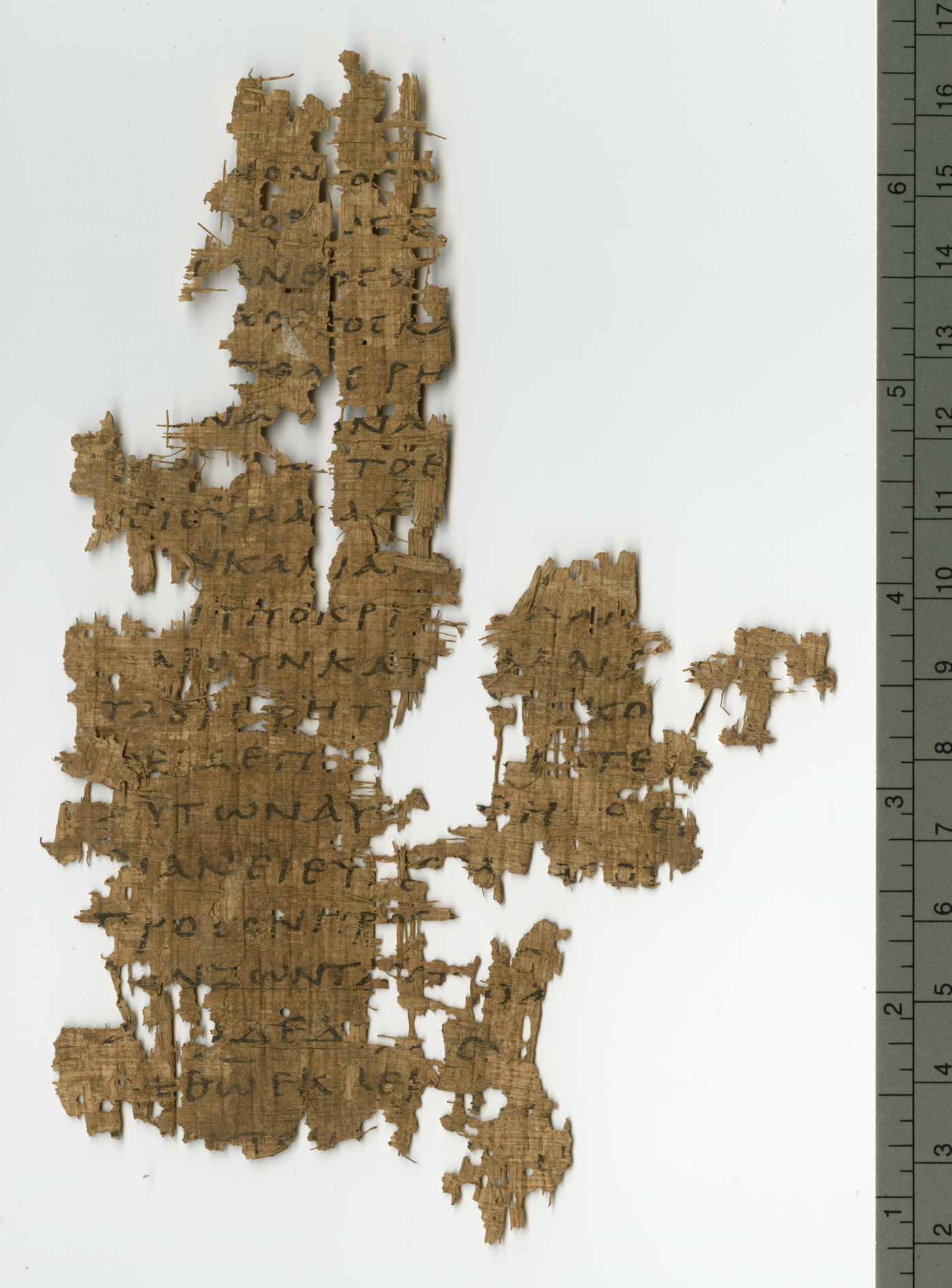
Extracto de la Primera Epístola de Pedro en el Papiro 125.

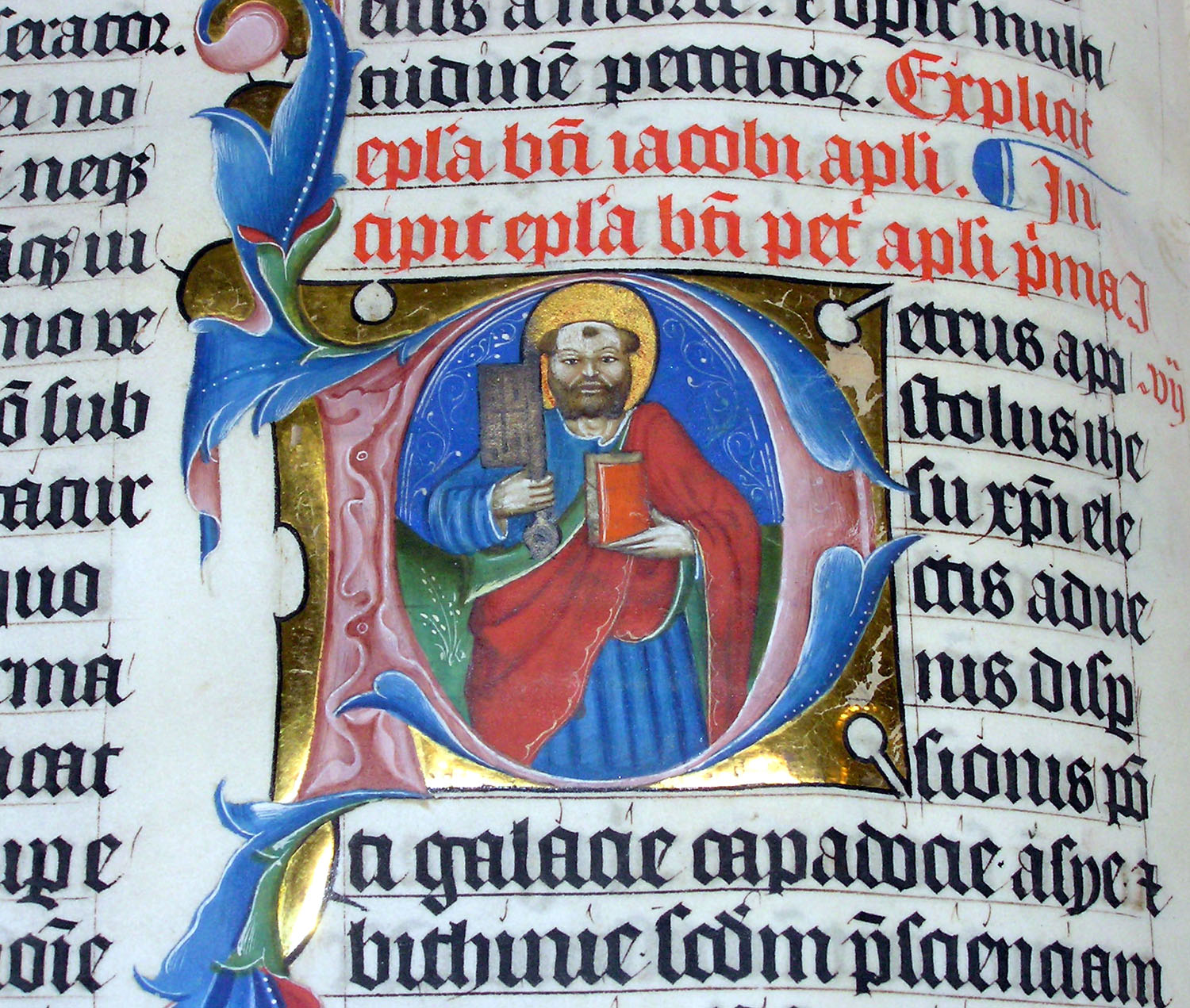
Letra capital de la Primera epístola de Pedro en una biblia latina del año 1407 que se conserva en la Abadía de Malmesbury, de Wiltshire (Sudoeste de Inglaterra). Es un Manuscrito belga, obra de Gerard Brils, para lectura en voz alta en ámbito monacal.

1 Pedro 5 es el quinto capítulo de la Primera Epístola de Pedro, cuyo autor es el Apóstol Pedro y que forma parte del Nuevo Testamento de la Biblia cristiana. Nominalmente va dirigida a los judíos dispersos en el mundo, si bien puede entenderse como una metáfora referida a los cristianos "exiliados" del Reino Celestial.

## Texto
- La carta original fue escrita en griego koiné.
- Algunos de los manuscritos antiguos más antiguos que contienen este capítulo en griego incluyen:
  - Papiro 72 (siglo III/IV d. C.)
  - Uncial 0206 (siglo IV; conserva: versículos 5-13)
  - Códice Vaticano (~325-350 M)
  - Codex Sinaiticus (~330-360 M)
  - Codex Alexandrinus (~400-440 M)
- Este capítulo se divide en 14 versículos.

## Estructura
I. Exhortaciones y advertencias finales
1. A los prebíteros. Versículos 1-4
2. A todos los fieles. Versículos 4-11
3. Despedida. Versículos 12-14

### A los prebíteros. Versículos 1-4
1-A los presbíteros que hay entre vosotros, yo —presbítero como ellos y, además, testigo de los padecimientos de Cristo y partícipe de la gloria que va a manifestarse— os exhorto: 
2-apacentad la grey de Dios que se os ha confiado, gobernando no a la fuerza, sino de buena gana según Dios; no por mezquino afán de lucro, sino de corazón; 
3-no como tiranos sobre la heredad del Señor, sino haciéndoos modelo de la grey. 
4-Así, cuando se manifieste el Pastor Supremo, recibiréis la corona de gloria que no se marchita.

#### Comentarios a los versículos 1-4
Estas exhortaciones recuerdan las del Señor hablando del Buen Pastor Juan 10,11 y las que le dirigió a Pedro tras su resurrección: «Apacienta mis corderos… Pastorea mis ovejas» Juan 21. Los pastores deben predicar con el ejemplo. 

Más agradablemente penetra en los corazones de los oyentes la palabra que lleva el aval de la vida de quien, al mandar, ayuda con su ejemplo a que se cumpla el mandato.

«Presbíteros» (v. 1). En muchos escritos del Nuevo Testamento los términos griegos presby´teros y epískopos parecen equivalentes, utilizándose indistintamente para designar a los pastores de las comunidades locales. Desde el siglo II la terminología queda fijada: los epískopoi (obispos) poseen la plenitud del sacramento del orden y gobiernan las iglesias locales; los presbyteroi (presbíteros) desempeñan el ministerio sacerdotal como colaboradores de sus obispos.

### A todos los fieles. Versículos 5-11
5-De la misma forma vosotros, los jóvenes, estad sujetos a los presbíteros. Y todos, revestíos de humildad en el trato mutuo, porque Dios resiste a los soberbios y a los humildes da la gracia. 
6-Humillaos, por eso, bajo la mano poderosa de Dios, para que a su tiempo os exalte. 
7-Descargad sobre Él todas vuestras preocupaciones, porque Él cuida de vosotros. 
8-Sed sobrios y vigilad, porque vuestro adversario, el diablo, como un león rugiente, ronda buscando a quién devorar. 
9-Resistidle firmes en la fe, sabiendo que vuestros hermanos dispersos por el mundo soportan los mismos padecimientos. 
10-Y, después de haber sufrido un poco, el Dios de toda gracia, que os ha llamado en Cristo a su eterna gloria, os hará idóneos y os consolidará, os dará fortaleza y estabilidad. 
11-A él el poder por los siglos de los siglos. Amén.

#### Comentarios a los versículos 5-11
Ante las tribulaciones que Dios permite, el Apóstol exhorta a la unidad de los fieles fundada en la humildad y en la docilidad (vv. 5-6). La «lucha ascética» para resistir las tentaciones tiene su apoyo en la confianza en Él. 

La humildad «es la fuente y el fundamento de toda clase de virtudes, es la puerta por la cual pasan las gracias que Dios nos otorga; ella es la que sazona todos nuestros actos, comunicándoles tanto valor, y haciendo que resulten tan agradables a Dios. Finalmente, ella nos constituye dueños del corazón de Dios, hasta hacer de Él, por decirlo así, nuestro servidor; pues nunca ha podido Dios resistir a un corazón humilde.

Los cristianos, «firmes en la fe» (v. 9), resistirán los ataques del enemigo. Las tribulaciones que hemos de padecer suponen un medio necesario de purificación y una garantía de la gloria que Dios nos dará: 

Porque la leve tribulación de un instante se convierte para nosotros, incomparablemente, en una gloria eterna y consistente» (2 Co 4,17). «Es tanto el bien que espero, que toda pena es para mí un placer»

### Despedida. Versículos 12-14
12-Por medio de Silvano, a quien juzgo hermano fiel, os he escrito brevemente, para exhortaros y atestiguaros que ésta es la verdadera gracia de Dios. Perseverad en ella. 
13-Os saluda la Iglesia de Babilonia —elegida como vosotros— y, en particular, Marcos, mi hijo. 
14-Saludaos mutuamente con el beso de la caridad. La paz esté con todos vosotros que estáis en Cristo.

#### Comentarios a los versículos 12-14
En la despedida de la Primera Carta de San Pedro, el apóstol envía saludos de la Iglesia de origen y concluye con una bendición, como ocurre en otros escritos del Nuevo Testamento. Silvano, identificado como Silas en Hechos 15, acompañó a Pablo en su segundo viaje misionero por Asia Menor y Grecia. Podría haber sido el portador de la carta, el secretario que escribió al dictado, o incluso quien redactó el texto basado en las ideas de Pedro. La referencia a "Babilonia" (v. 13), utilizada desde los profetas como símbolo de una ciudad idólatra y mundana, se interpreta aquí como una alusión figurada a Roma. Por su parte, Marcos, autor del segundo evangelio, es presentado como intérprete de Pedro en Roma y llamado "hijo" en un sentido espiritual.